# Фойшор, Овидиу-Дору
Овидиу-Дору Фойшор (рум. Ovidiu-Doru Foișor; род. 6 апреля 1959) — румынский шахматист, международный мастер (1982).
Чемпион Румынии 1982 года.
В составе национальной сборной участник 2-х олимпиад (1982 и 1988).

## Изменения рейтинга
| Графики недоступны из-за технических проблем. См. информацию на Фабрикаторе и на mediawiki.org. |